# Pehr Staaff (1819–1883)

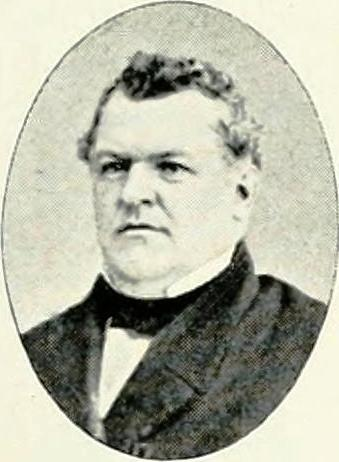
Pehr Staaff.

Pehr Staaff (i riksdagen kallad Staaff i Hudiksvall), född 21 februari 1819 i Sankt Nikolai församling, Stockholm, död 23 december 1883 i Hudiksvalls församling, Gävleborgs län, var en svensk jurist och politiker. Han var son till juristen Pehr Staaff, bror till kyrkoherden och riksdagsmannen Albert Staaff samt farbror till riksdagsmannen och statsministern Karl Staaff och journalisten Pehr Staaff.

## Juridisk verksamhet
Staaf blev student vid Uppsala universitet 1836, där han avlade hovrättsexamen 1841. Han fortsatte sin utbildning som auskultant i Svea hovrätt innan han fick tjänst som extraordinarie notarie där samma år. Efter att ha kvalificerat sig med tingstjänstgöring utsågs han av hovrätten till vice häradshövding 1848. Han var tillförordnad brottmålsdomare i Ångermanland 1858, var under några år sakförare i Härnösand och slutligen häradshövding i Norra Hälsinglands domsaga från 1862. Som jurist innehade han även funktion som kommunal- och landstingsordförande.

## Politisk verksamhet
Staaff företrädde borgarståndet i Härnösands stad och Umeå stad vid ståndsriksdagen 1859/60, borgarståndet i Härnösands stad vid riksdagen 1862/63 samt borgarståndet i Hudiksvalls stad, Umeå stad och Vaxholms stad vid ståndsriksdagen 1865–1866. Han var även riksdagsledamot i andra kammaren för Söderhamns och Hudiksvalls valkrets 1867–1870, 1873–1875 och 1877–1878.